# Теорема о приведении матрицы к диагональной форме
Теорема о приведении матрицы к диагональной форме — утверждение о возможности приведения диагонализируемой вещественной квадратной матрицы к диагональному виду при помощи умножения на две вещественные ортогональные матрицы. Допускает обобщение на случай любой вещественной матрицы. Имеет большое значение в линейной алгебре и вычислительной математике.

## Формулировка
Для диагонализируемой вещественной квадратной матрицы {\displaystyle A} размера {\displaystyle n\times n} существуют две вещественные ортогональные {\displaystyle n\times n} матрицы {\displaystyle U} и {\displaystyle V}, такие, что {\displaystyle U^{T}AV} диагональная
матрица {\displaystyle D}. При этом можно выбрать {\displaystyle U} и {\displaystyle V} так, чтобы диагональные элементы {\displaystyle D} имели вид: {\displaystyle \mu _{1}\geqslant \mu _{2}\geqslant ...\geqslant \mu _{r}>\mu _{r+1}=...=\mu _{n}=0}, где {\displaystyle r} - ранг матрицы {\displaystyle A}. В том случае, если {\displaystyle A} невырожденна, {\displaystyle \mu _{1}\geqslant \mu _{2}\geqslant ...\geqslant \mu _{n}>0}.

## Обобщение
Для любой вещественной матрицы {\displaystyle A} ранга {\displaystyle r}, имеющей {\displaystyle n} строк и {\displaystyle k} столбцов
существуют вещественная ортогональная {\displaystyle n\times n} матрица {\displaystyle U} и  вещественная ортогональная {\displaystyle k\times k} матрица{\displaystyle V}, такие, что {\displaystyle U^{T}AV} является {\displaystyle n\times k} матрицей вида:
{\displaystyle D={\begin{bmatrix}\mu _{1}&0&\cdots &0\\0&\mu _{2}&\cdots &0\\\cdots &\cdots &\cdots &\cdots \\0&0&\cdots &0\end{bmatrix}}}
где {\displaystyle \mu _{1}\geqslant \mu _{2}\geqslant ...\geqslant \mu _{r}>0}.